# Guerra de Restauració portuguesa
La Guerra de Restauració (en portuguès: Guerra da Restauração) fou una sèrie d'enfrontaments armats entre el Regne de Portugal i Espanya, amb excepció del Principat de Catalunya. Aquesta confrontació va començar amb l'aixecament per la Restauració de la Independència de l'1 de desembre de 1640 —que va posar fi a la Unió personal de la dinastia Filipina iniciada el 1580— i va acabar amb el Tractat de Lisboa de 1668, signat per Alfons VI de Portugal i Carles II d'Espanya, en el qual es va reconèixer la total independència de Portugal. La revolució de 1640 va posar fi a un període de 60 anys de domini de la Casa d'Àustria sobre Portugal.
El període de 1640 a 1668 es va caracteritzar per enfrontaments periòdics entre Portugal i Espanya, tant petites conteses com a greus conflictes armats, dels quals molts d'ells van ser ocasionats per conflictes d'Espanya i Portugal amb potències no ibèriques. Espanya va participar en la Guerra dels Trenta Anys fins al 1648 i en la guerra franco-espanyola fins al 1659, mentre que Portugal va participar en la guerra neerlandoportuguesa fins al 1663.
La guerra va establir la Casa de Bragança com a nova dinastia regnant de Portugal, en substitució de la Casa d'Habsburg. Això va posar fi a l'anomenada Unió Ibèrica.

## Antecedents

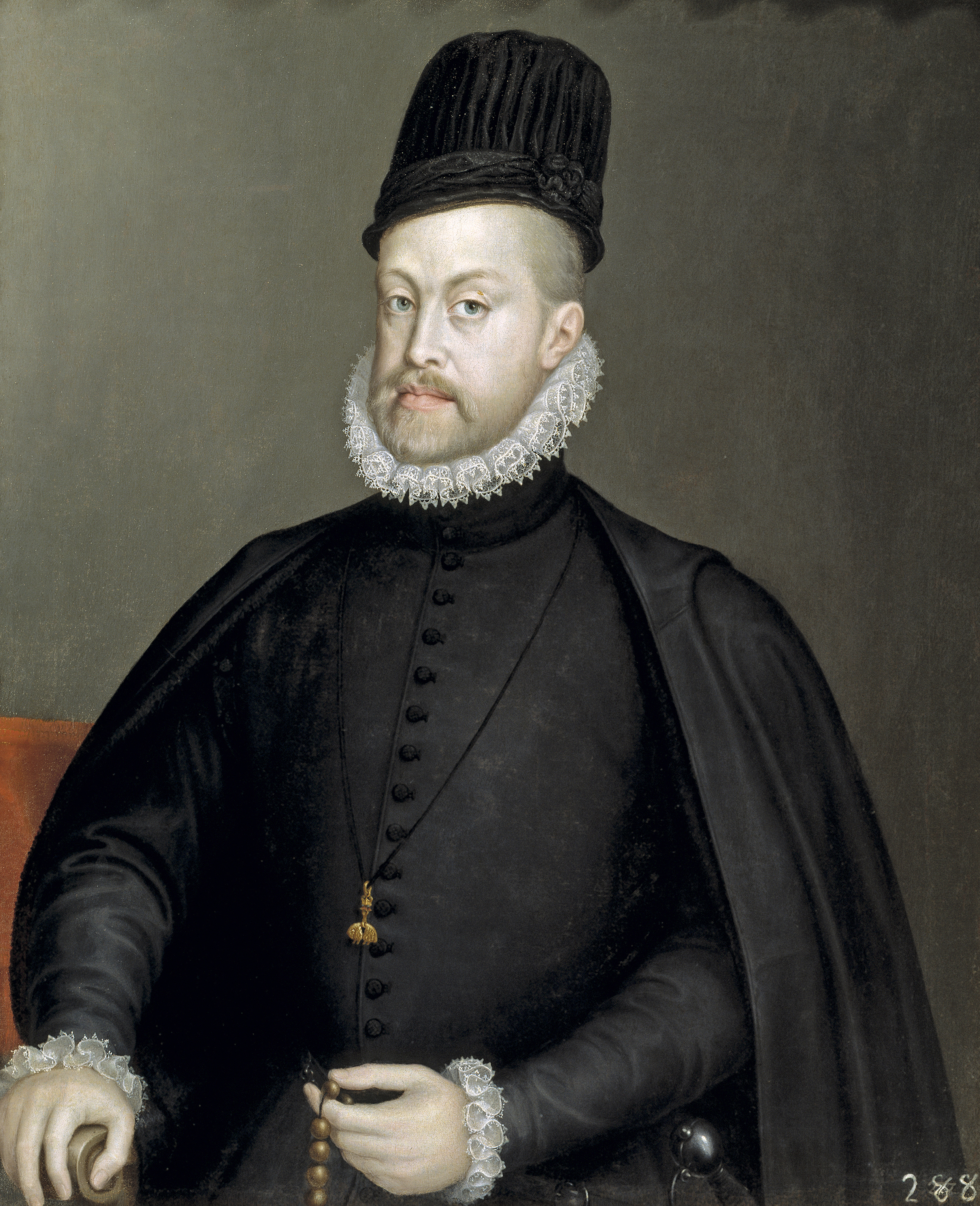
Felip II d'Espanya proclamat per les Corts de Tomar com a rei Felip I de Portugal

Després de la mort sense hereus del rei Sebastià I de Portugal el 1578 i del seu successor Enric I de Portugal al gener de 1580, es va instaurar un buit de poder en el tron de Portugal que provocaria una crisi dinàstica. Havien de decidir qui d'entre diversos reclamants hauria d'ocupar el tron portuguès, però abans que l'elecció fos feta, Felip II d'Espanya es va anticipar a la decisió, i emparant-se en els seus drets a la successió a la corona portuguesa, va ordenar la invasió militar del país.
El 20 de juny de 1580, avançant-se a la decisió del consell regent, Antonio, prior de Crato, es va autoproclamar rei de Portugal a Santarém, sent aclamat a diverses localitats del país; el seu govern va durar trenta dies, ja que les seves escasses tropes van ser superades per l'exèrcit espanyol comandat per Fernando Álvarez de Toledo y Pimentel, Duc d'Alba, en la batalla d'Alcántara a l'agost de 1580. A l'any següent Felip II va ser proclamat per les Corts de Tomar com a rei Felip I de Portugal.
Aquest seria el començament d'un període en el qual Portugal juntament amb els altres regnes hispànics va ser governat per virreis o governadors dels reis d'Espanya, vivint sota el domini de la branca espanyola de la casa d'Habsburg, compartint el mateix monarca en una monarquia dual aeque principaliter, que es perllongaria fins al 1640.
Aquest període va acumular descontentaments —sobretot durant el regnat de Felip IV— que van provocar dues revoltes populars el 1634 i el 1637 a la regió de l'Alentejo i en algunes altres ciutats que no van arribar a tenir proporcions decisives, i en la instauració, l'1 de desembre de 1640, de la Dinastia de Bragança, iniciant-se amb ella la guerra de separació de Portugal que va enfrontar a Portugal i Espanya.

## Revolta de Portugal
Portugal havia estat objecte de tracte diferenciat durant el regnat del seu primer rei Habsburg, Felip II, que va mantenir els privilegis del regne i llurs colònies. La situació canvià amb l'ascens al tron de Felip III, el qual a través del seu valido, el duc de Lerma, va afavorir els castellans en els territoris portuguesos i, després de la Treva dels Dotze Anys va deixar les seves colònies a mercè dels holandesos. Els precedents més immediats de la revolta foren les actuacions centralistes del comte-duc d'Olivares, que va intentar igualar la ciutadania castellana amb la portuguesa i fusionar les corts d'ambdós regnes. No obstant, el fet més notable era la contínua sagnia econòmica a la que es veié abocada Portugal, sobretot durant el govern de Miguel de Vasconcelos i la guerra contra França a partir de 1635, que imposa nous tributs als portuguesos, que comencen a alinear-se al voltant del duc de Bragança.
Conscient del perill que representava el duc de Bragança, Olivares va intentar allunyar-lo de Portugal oferint-li càrrecs i comandàncies, moltes de les quals el duc refusà cordialment. Mentrestant s'anà gestant la revolta, els partidaris de la qual van decidir apostar per l'opció monàrquica. L'1 de desembre de 1640, la conspiració va marxar al Palau Reial de Lisboa i allà entre clams en favor de Joan IV es va defenestrar a Miguel de Vasconcelos. La ciutat quedà en poder dels nobles i s'organitzà un govern provisional fins a l'arribada del nou rei el 6 de desembre, reunint-se les Corts de Portugal el dia 20, jurant el nou rei i la protecció dels furs del regne i la independència de Portugal.

## Guerra d'independència
El nou rei Joan IV, durant la Guerra dels Trenta Anys va cercar suports entre els enemics de Felip IV per poder fer front als interessos castellans a Portugal així com als holandesos a les colònies portugueses, signant una aliança amb França el 25 de març de 1641 i Suècia l'agost de 1641, i una treva amb les Províncies Unides, que havia ocupat part del Brasil que a la pràctica es va limitar al continent europeu, doncs les hostilitats seguirien a les colònies neerlandeses i portugueses fins al final de la guerra. també Anglaterra signà una aliança amb el nou rei el 1642, i Dinamarca i Suècia donaren suport a Portugal. Buscà també l'amistat amb els revoltats a Catalunya. Contraris a la causa foren el Papa Urbà i l'emperador Ferran III.
Després d'una primera campanya infructuosa a Olivença per part d'Olivares, les accions bèl·liques es reduïren a escaramusses a la frontera extremenya, fins al 1644, en què l'exèrcit armat per Portugal es dirigeix a Badajoz per prendre-la, sense èxit. Durant anys la guerra es va mantenir a la defensiva. El 1656 morí Joan IV, i el succeeix Alfons VI sota la regència de Lluïsa de Guzmán i, a partir de la signatura del Tractat dels Pirineus, que no va abastar Portugal, el comandament castellà serà per a Joan Josep d'Àustria, el qual va penetrar fins Èvora, però que ràpidament va recuperar els portuguesos.
A Lisboa, una facció més jove de la noblesa va derrocar a la regent i nomenà dictador en temps de guerra al comte de Castelo Melhor, que governà de forma absolutista, provocant una oposició interna cristal·litzada en el germà del rei, el príncep Pere. La darrera gran batalla de la guerra que hi hauria en vida de Felip IV seria el juny de 1665, que se saldà amb victòria portuguesa; Felip IV moria al cap de poc. El 1668, Pere II de Portugal es fa amb el tron i la Monarquia Hispànica, finalment, reconeix als Bragança com a sobirans de Portugal, ratificat a la Pau de Westminster (1668).